# Альфа-распад

Альфа-распад атомного ядра

А́льфа-распа́д (α-распад) — вид радиоактивного распада ядра, в результате которого происходит испускание дважды магического ядра гелия 4He — альфа-частицы. При этом массовое число ядра в соответствии с правилом радиоактивных смещений Содди и Фаянса уменьшается на 4, а атомный номер — на 2.

## Теория

Энергия альфа-частицы внутри ядра выше чем энергия свободной альфа частицы, но уходу её из ядра препятствует потенциальный барьер. Так как волновая функция альфа-частицы не равна нулю и вне ядра, существует ненулевая вероятность преодоления потенциального барьера и ухода альфа-частицы из ядра. Вероятность этого события очень быстро уменьшается при увеличении ширины потенциального барьера.

Изменение заряда ядра (числа протонов в ядре) и числа нейтронов в ядре в зависимости от вида радиоактивного распада — закон радиоактивных смещений. EC - электронный захват.

Альфа-распад из основного состояния наблюдается только у достаточно тяжёлых ядер, например, у радия-226 или урана-238. Альфа-радиоактивные ядра в таблице нуклидов появляются начиная с атомного номера 52 (теллур) и массового числа около 106—110, а при атомном номере больше 82 и массовом числе больше 200 практически все нуклиды альфа-радиоактивны, хотя альфа-распад у них может быть и не доминирующим каналом распада. Среди природных изотопов альфа-радиоактивность наблюдается у нескольких нуклидов редкоземельных элементов (неодим-144, самарий-147, самарий-148, европий-151, гадолиний-152), а также у нескольких нуклидов тяжёлых металлов (гафний-174, вольфрам-180, осмий-186, платина-190, висмут-209, торий-232, уран-235, уран-238) и у короткоживущих продуктов распада урана и тория.
Альфа-распад из высоковозбуждённых состояний ядра наблюдается и у ряда лёгких нуклидов, например у лития-7. Среди лёгких нуклидов альфа-распад из основного состояния испытывают гелий-5 (распадается в α + n), литий-5 (α + p), бериллий-6 (α + 2p), бериллий-8 (2α) и бор-9 (2α + p).
Альфа-частица испытывает туннельный переход через потенциальный барьер, обусловленный ядерными силами, поэтому альфа-распад является существенно квантовым процессом. Поскольку вероятность туннельного эффекта зависит от высоты барьера экспоненциально, период полураспада альфа-активных ядер экспоненциально растёт с уменьшением энергии альфа-частицы (этот факт составляет содержание закона Гейгера — Нэттола). При энергии альфа-частицы меньше 2 МэВ время жизни альфа-активных ядер существенно превышает время существования Вселенной. Поэтому, хотя большинство природных изотопов тяжелее церия в принципе способны распадаться по этому каналу, лишь для немногих из них такой распад наблюдался.
Скорость вылета альфа-частицы составляет от 9400 км/с (изотоп неодима 144Nd) до 23 700 км/с у изотопа полония 212mPo.
В общем виде формула альфа-распада выглядит следующим образом:
{\displaystyle \ _{Z}^{A}{\rm {X}}\rightarrow _{Z-2}^{A-4}{\rm {Y}}+\alpha \ (_{2}^{4}{\rm {He}}).}
Пример альфа-распада для изотопа 238U:
{\displaystyle \ _{92}^{238}{\rm {U}}\rightarrow _{90}^{234}{\rm {Th}}+\alpha \ (_{2}^{4}{\rm {He}}).}
Альфа-распад может рассматриваться как предельный случай кластерного распада.

## История
Впервые один из видов радиоактивного излучения, вызванного альфа-распадом, был описан британским физиком Эрнестом Резерфордом в 1899 году и он же дал название этому виду из трёх видов излучения по увеличению проникающей способности — альфа-, бета- и гамма-излучение. В то же время в Париже французский физик Поль Виллар проводил аналогичные эксперименты с естественным радиоактивным излучением некоторых природных элементов, но не успел разделить это излучение магнитным полем на разные виды ранее Резерфорда.
В 1907 году было доказано, что частицы альфа-излучения являются двухзарядными ионами гелия — ядрами атома гелия.
Первую количественную теорию альфа-распада в 1928 году предложил советский и американский физик Георгий Гамов. Он теоретически применил модельный потенциал для альфа-радиоактивного ядра и вывел из фундаментальных принципов соотношение между периодом полураспада и энергией вылетающих альфа-частиц, это соотношение было ранее установлено эмпирически и было известно как закон Гейгера — Неттолла.

## Опасность альфа-излучения для живых организмов
Будучи довольно тяжёлыми и положительно заряженными, альфа-частицы от радиоактивного распада имеют очень короткий пробег в веществе и при движении в среде быстро теряют энергию на небольшом расстоянии от источника. Это приводит к тому, что вся энергия излучения высвобождается в малом объёме вещества, что увеличивает шансы повреждения клеток при попадании источника излучения внутрь организма. Однако внешнее излучение от радиоактивных источников безвредно, поскольку альфа-частицы могут эффективно задерживаться несколькими сантиметрами воздуха или десятками микрометров плотного вещества — например, листом бумаги и даже роговым омертвевшим слоем эпидермиса (поверхностью кожи), не достигая живых клеток. Даже прикосновение к источнику чистого альфа-излучения не опасно, хотя следует помнить, что многие источники альфа-излучения излучают также гораздо более проникающие типы излучения (бета-частицы, гамма-кванты, иногда нейтроны). Однако попадание альфа-источника внутрь организма приводит к значительному облучению. Коэффициент качества альфа-излучения равен 20 (больше всех остальных типов ионизирующего излучения, за исключением тяжёлых ядер и осколков деления). Это означает, что в живой ткани альфа-частица создаёт оценочно в 20 раз большие повреждения, чем гамма-квант или бета-частица равной энергии.
Всё вышеизложенное относится к радиоактивным источникам альфа-частиц, энергии которых не превосходят 15 МэВ. Альфа-частицы, полученные на ускорителе, могут иметь значительно более высокие энергии и создавать значимую дозу даже при внешнем облучении организма.